# Drugo Francusko Carstvo
Drugo Francusko Carstvo ili Drugo Carstvo je imperijalni bonapartistički režim Napoleona III. koji je trajao od 1852. do 1870. (između Druge i Treće Republike).

## Vanjska politika
Novi car nije nastupio miroljubivo, što i nije bilo nerazumljivo s obzirom na njegove velike ambicije. Težio je izmjeni poretka koji je uspostavljen nakon sloma Prvog Francuskog Carstva i Bečkog kongresa te se zalagao za promjenu načela nacionalnog samoodređenja. S vremenom je uspio smanjiti utjecaj glavnih suparnika – Ruskog i Austrijskog Carstva, a jedan od načina kojim je to postigao bilo je sudjelovanje u Krimskom ratu koje je Napoleonu III. donijelo presudan utjecaj u europskoj politici. Pariški kongres održan nakon Krimskog rata 1856. doveo je do potpisivanja sporazuma kojim je Rusko Carstvo izgubilo utjecaj na Crnom moru. Pariški kongres važan je i zbog tajnog sporazuma između Napoleona III. i Camilla Bensa di Cavoura, tadašnjeg premijera Pijemonta. Napoleon III. je odlučio podržati pijemontske zahtjeve za ujedinjenjem Italije te je nastupio kao pokrovitelj otočne kraljevine, kako u tom pothvatu, tako i u njihovom planu da zarate s Austrijskim Carstvom, a na taj je način umanjio utjecaj svojih glavnih konkurenata.
Međutim, Napoleon III. nije shvatio da je pokrenuo masu pomutnji koje su ubrzo izmakle njegovoj kontroli. Ujedinjenje Italije bilo je nemoguće zaustaviti nakon sloma austrijske vojske u Lombardiji. Iako je pružio podršku, jedina korist koju je od Pijemonta izvukao bila je pripajanje Nice i Savoje Francuskoj. Kako bi se opirao ujedinjenju, Napoleon III. se postavio kao službeni zaštitnik Papinske Države i pape nakon što je talijanska vojska ušla u Rim, a to je odgodilo potpuno ujedinjenje Italije, ali se ubrzo pokazalo kao uzaludan potez. S druge strane, Pruska počinje jačati i tako predstavljati veliku prijenju Napoleonu III. i njegovoj moći. Predvođena glasnim zahtjevima za ujedinjenjem njemačkih zemalja, Pruska je ubrzo postala dominantna europska sila, a sukob između Francuske i Prusije doveo je do sudbonosnog rata 1870. godine kojim je okončano carstvo Napoleona III. te osnovana Treća Francuska Republika.

## Raspad
Kako je vrijeme protjecalo, Napoleon III. je sve više gubio na moći, a to je značilo da je njegovo carstvo propadalo. Međutim,  situacija nije bila toliko kritična da bi zaprijetila Carstvu – opasnost je, zapravo, došla izvana, od europskih konkurenata. Neutralizacija Ruskog Carstva na Krimu i Austrijskog Carstva u Lombardiji omogućila je ostvarenje njemačkog ujedinjenja. Pruska je 1866. godine slomila Austrijsko Carstvo u Austrijsko-pruskom ratu i osnovala Sjevernonjemačku konfederaciju pod svojom dominacijom. Vojna moć Pruske postepeno je rasla, no Carstvo je bilo uvjereno da Pruska nema izgleda u slučaju eventualnog sukoba s Francuskom. Francuska je bila jača u vojnom smislu, no pruska disciplina i strategija bila je nešto što Francuzi nisu imali.
Godine 1870. došlo je do brzog rata koji je okončan totalnim raspadom Francuske. Napoleon III. biva zarobljen u rujnu 1870. godine, kada je car, zajedno s vojskom pod opsadom, bio zarobljen u Sedanu. Saznavši za carevu sudbinu, opozicija u Parizu nije čekala ni trenutka. Republikanski zastupnik Léon Gambetta je s prozora gradske vijećnice proglasio kraj Drugog Francuskog Carstva i osnutak Treće Francuske Republike. Time je okončan posljednji period vlasti monarha u francuskoj povijesti.